# قراسیان

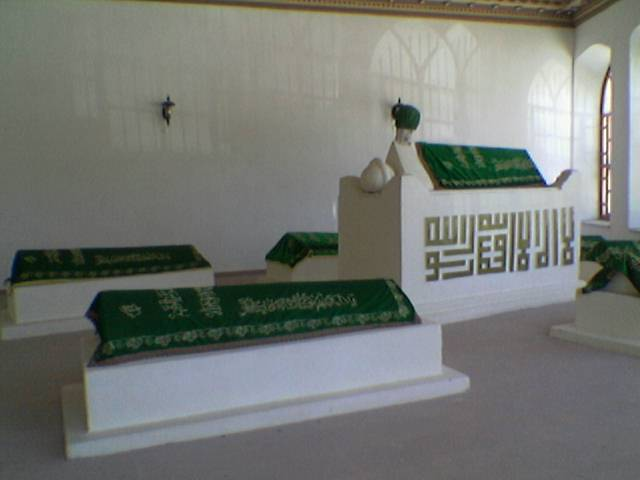
آرامگاه فرمانروایان قراسی در بالیکسیر

قراسیان یا دودمان قراسی (به ترکی:Karesioğulları Beyliği) که با نام شاهزاده‌نشین قراسی نیز شناخته می‌شود، یکی از حکومت‌های ملوک الطوایفی ترکمن در بالیکسیر در استان‌های بالیکسیر، چناق‌قلعه و برگاما امروزی بود. این دولت یکی از حکومت‌هایی بود که پس از سقوط سلجوقیان روم، توسط قوم اغوز تأسیس گشت.
قراسیان نخستین شاهزاده‌نشینی بود که توسط امپراتوری عثمانی فتح شد. تصرف قراسیان به عثمانی‌ها امکان داد که تسخیر سرزمین‌های اروپایی روم‌ایلی و داردانل را آغاز کنند.
ناحیه امروزی بالیکسیر در سالهای آغازین جمهوری ترکیه با نام قراسی خوانده می‌شد اما بعدها بالیکسیر نامیده شد.